# زمستان پیش رو
«زمستان پیش رو» (انگلیسی: Winter Ahead) تک‌آهنگی از خوانندهٔ اهل کره جنوبی وی از بی‌تی‌اس و پارک هیو-شین است که در ۲۹ نوامبر ۲۰۲۴ توسط بیگ هیت میوزیک منتشر شد.